# Pseudalsophis slevini
Pseudalsophis slevini — вид змій родини полозових (Colubridae). Ендемік Галапагоських островів

## Поширення і екологія
Pseudalsophis slevini мешкають на острові Пінсон в архіпелазі Галапагоських островів. Вони живуть в сухих і вологих чагарникових заростях, на висоті до 458 м над рівнем моря.

## Збереження
МСОП класифікує цей вид як вразливий. Pseudalsophis slevini страждали через хижацтво з боку інвазивних щурів, однак станом на 2019 рік щури були знищені на острові.